# Diuris corymbosa
Diuris corymbosa is een soort uit de orchideeënfamilie (Orchidaceae). De soort komt voor in het zuidwesten van West-Australië, waar hij groeit op zanderige, graniet- en grindbodems in moerassen, langs rivieren en op zandvlaktes.